# Trouble Maker
Trouble Maker (en coréen : 트러블 메이커) est un duo formé par Cube Entertainment en 2011, composé de Kim HyunA et de Jang Hyun-seung.

## Carrière

### 2011: Formation et débuts avecTrouble Maker
En novembre 2011, les artistes de Cube Entertainment Hyun-seung (ex-membre de Beast) et Hyuna (ex-membre de 4Minute et de Wonder Girls) forment le duo Trouble Maker. Hyuna avait précédemment sorti deux singles, mais les deux ont décrit la sous-unité comme quelque chose de différent de leur groupe respectif. La sous-unité a officiellement été nommée 'JS & Hyuna', révélant au passage le nom de scène de Hyun-seung pour la sous-unité, Jay Stomp.
Le 25 novembre, l'unité a commencé à publier des teasers pour leur album, révélant un concept de fête privée. Le duo a fait une performance teaser aux Mnet Asian Music Awards 2011, qui comprenait un baiser sur scène. Le mini-album et le single du duo, tous deux éponymes, sont sortis le 1er décembre 2011.
Les performances lives de "Trouble Maker" sur les émissions musicales ont été critiquées par les médias coréens pour leur chorégraphie jugée trop sexuellement suggestive. En réponse, Cube Entertainment a modifié la chorégraphie pour le reste de la période de promotion de "Trouble Maker". Le duo a également interprété "Trouble Maker" aux concerts United Cube à Londres et au Brésil en décembre 2011. Trouble Maker a remporté la triple couronne au M! Countdown pour "Trouble Maker".

### 2013:Chemistry
En octobre 2013, Cube Entertainment confirme le retour de Trouble Maker avec un photoshoot osé. Le 28 octobre, le groupe sort le single "There Is No Tomorrow" issu de son EP Chemistry. Le vidéoclip du single, qui s'inspire des criminels en série Bonnie et Clyde, a été classé 19+ à cause de ses références au sexe, à l'alcool et au tabac. "There Is No Tomorrow" a obtenu le plus haut score jamais enregistré dans l'émission Inkigayo, totalisant 11 000 points.

## Discographie

### Extended plays
| Trouble Maker                                                                   | - Date de sortie: 1er décembre 2011 - Label: Cube Entertainment - Formats: CD, téléchargement | 2 | 13 | 1 | - COR: 36 427 |
| Chemistry                                                                       | - Date de sortie: 28 octobre 2013 - Label: Cube Entertainment - Format: CD, téléchargement    | 2 | —  | 3 | - COR: 30 934 |
| "—" signifie que l'EP ne s'est pas classé ou n'est pas sorti dans cette région. |                                                                                               |   |    |   |               |

### Singles
| Année                                                                                 | Titre                        | Meilleure position | Meilleure position | Ventes (téléchargements) | Album         |
| Année                                                                                 | Titre                        | COR Gaon           | COR Hot 100        | Ventes (téléchargements) | Album         |
| ------------------------------------------------------------------------------------- | ---------------------------- | ------------------ | ------------------ | ------------------------ | ------------- |
| 2011                                                                                  | "Trouble Maker"              | 1                  | 2                  | - COR: 4 408 787         | Trouble Maker |
| 2013                                                                                  | "Now (There Is No Tomorrow)" | 1                  | 1                  | - COR: 987 754           | Chemistry     |
| "—" signifie que le morceau ne s'est pas classé ou n'est pas sorti dans cette région. |                              |                    |                    |                          |               |

## Récompenses et nominations
| Année | Cérémonie                             | Catégorie                      | Travail nommé | Résultat   |
| ----- | ------------------------------------- | ------------------------------ | ------------- | ---------- |
| 2012  | Mnet 20's Choice Awards               | Hot Performance Star           | Trouble Maker | Lauréat    |
| 2012  | 14e Mnet Asian Music Awards           | Best Collaboration Performance | Trouble Maker | Lauréat    |
| 2012  | 4e MelOn Music Awards                 | Song of the Year               | Trouble Maker | Nomination |
| 2012  | 4e MelOn Music Awards                 | Best Global Artist             | Trouble Maker | Nomination |
| 2012  | 4e MelOn Music Awards                 | Best Music Video               | Trouble Maker | Nomination |
| 2012  | 4e MelOn Music Awards                 | Hot Trend Song                 | Trouble Maker | Lauréat    |
| 2012  | 27e Golden Disk Awards                | Best Dance Performance         | Trouble Maker | Lauréat    |
| 2012  | 27e Golden Disk Awards                | MSN International Award        | Trouble Maker | Nomination |
| 2014  | World Music Awards                    | World's Best Song              | Now           | Nomination |
| 2014  | World Music Awards                    | World's Best Video             | Now           | Nomination |
| 2014  | Singapore Entertainment Awards        | Most Popular K-pop Music Video | Now           | Nomination |
| 2015  | 3e European K-POP / J-POP Music Award | Best TV Stage Performance      | Now           | Lauréat    |

## Prix musicaux

### Show Champion
| Année | Date        | Chanson |
| ----- | ----------- | ------- |
| 2013  | 6 novembre  | "Now"   |
| 2013  | 13 novembre | "Now"   |
| 2013  | 20 novembre | "Now"   |

### M! Countdown
| Année | Date        | Chanson         |
| ----- | ----------- | --------------- |
| 2011  | 15 décembre | "Trouble Maker" |
| 2011  | 22 décembre | "Trouble Maker" |
| 2011  | 29 décembre | "Trouble Maker" |
| 2013  | 7 novembre  | "Now"           |
| 2013  | 14 novembre | "Now"           |

### Music Bank
| Année | Date        | Chanson |
| ----- | ----------- | ------- |
| 2013  | 8 novembre  | "Now"   |
| 2013  | 15 novembre | "Now"   |

### Music Core
| Année | Date       | Chanson |
| ----- | ---------- | ------- |
| 2013  | 9 novembre | "Now"   |

### Inkigayo
| Année | Date        | Chanson         |
| ----- | ----------- | --------------- |
| 2012  | 8 janvier   | "Trouble Maker" |
| 2013  | 10 novembre | "Now"           |

### Music on Top
| Année | Date      | Chanson         |
| ----- | --------- | --------------- |
| 2012  | 5 janvier | "Trouble Maker" |